# Bazylika archikatedralna św. Jana Chrzciciela w Warszawie

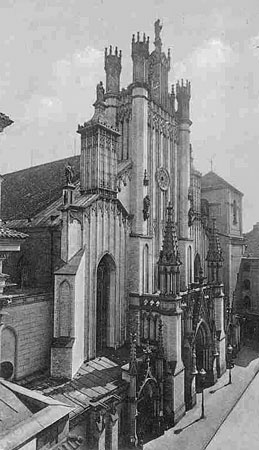
Widok katedry przed 1939, po przebudowie fasady w latach 1901–1903 według projektu Hugona Kudery

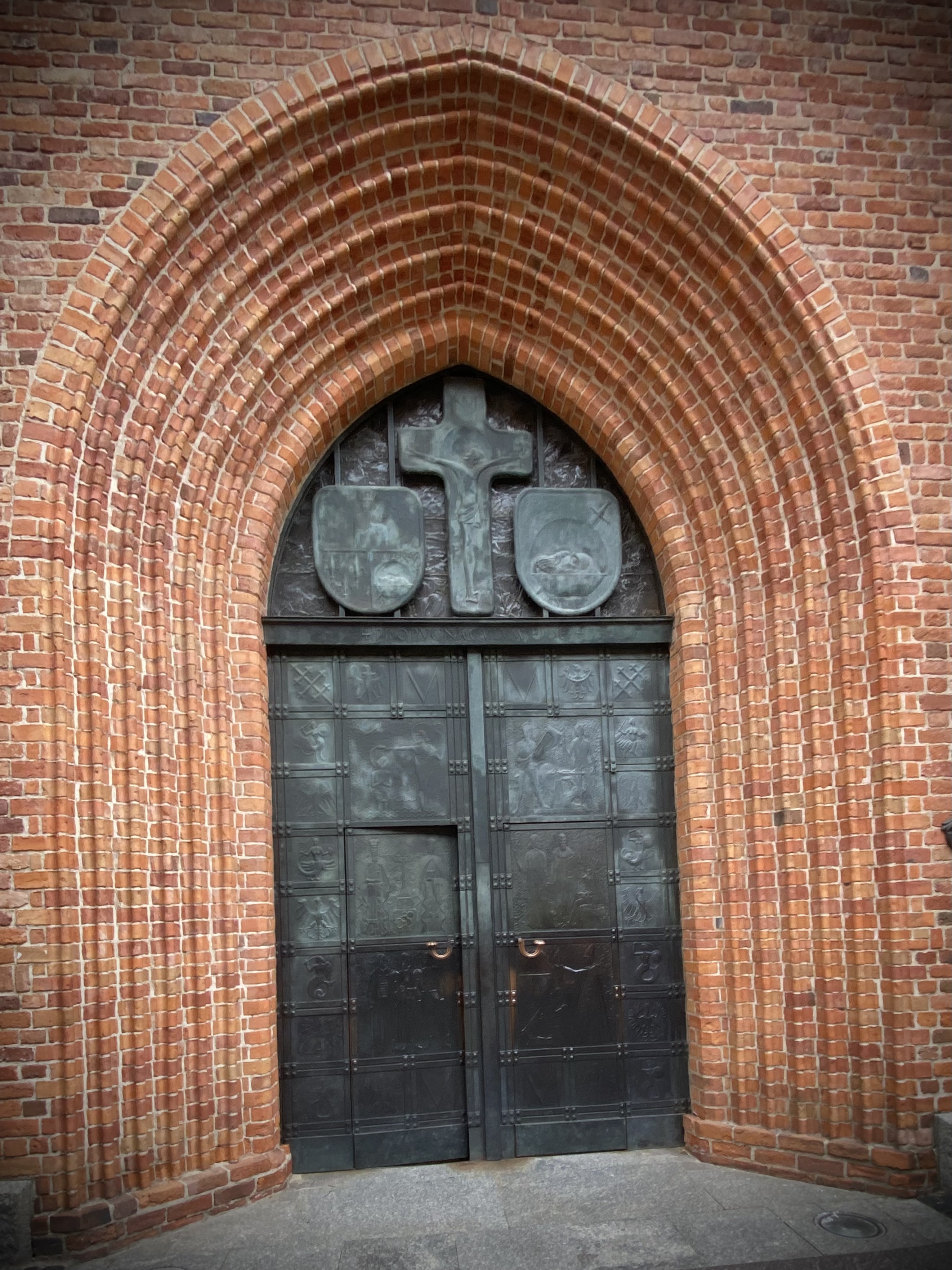
Wejście główne do bazyliki

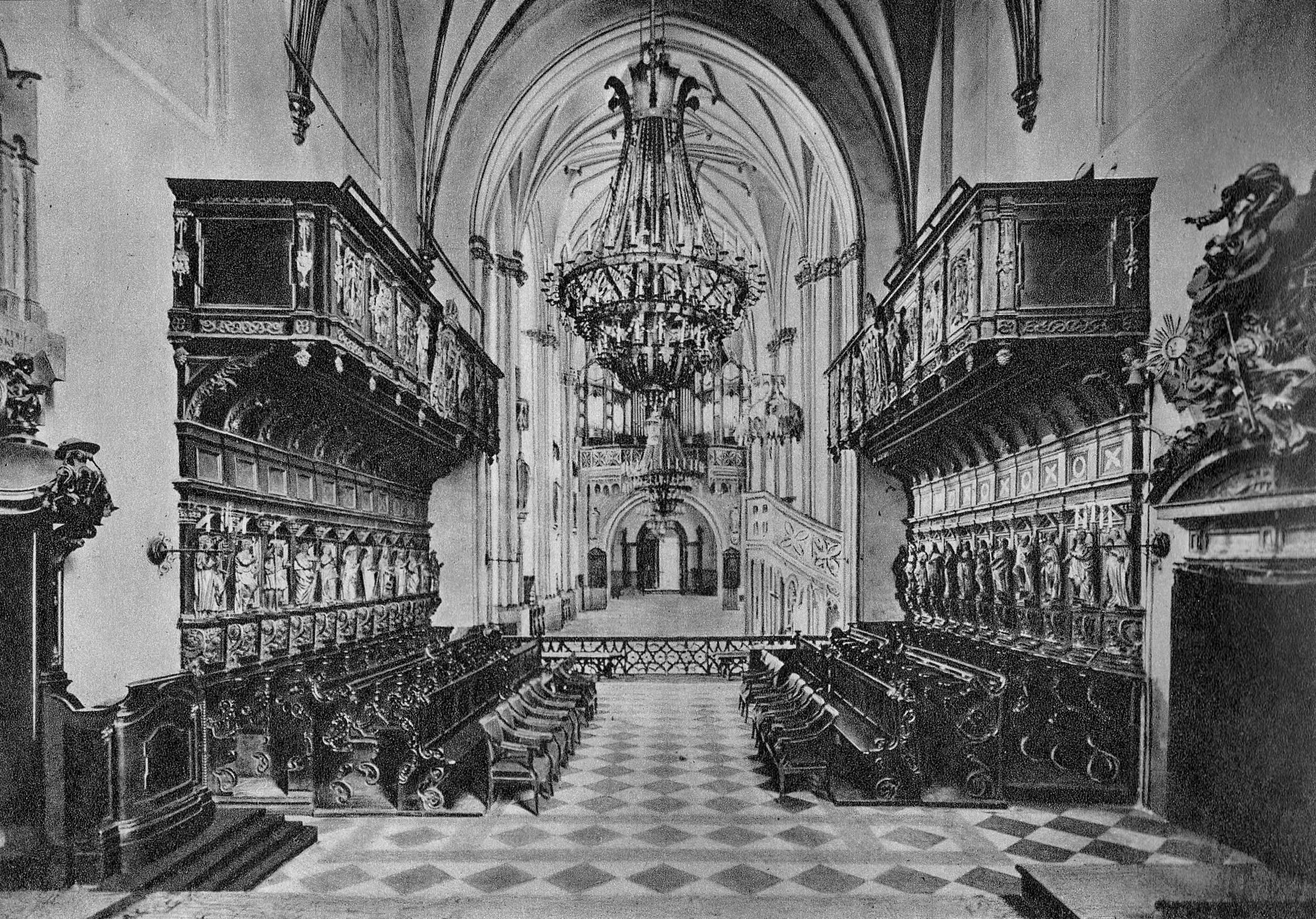
Nawa główna przed 1939 (widok z prezbiterium)

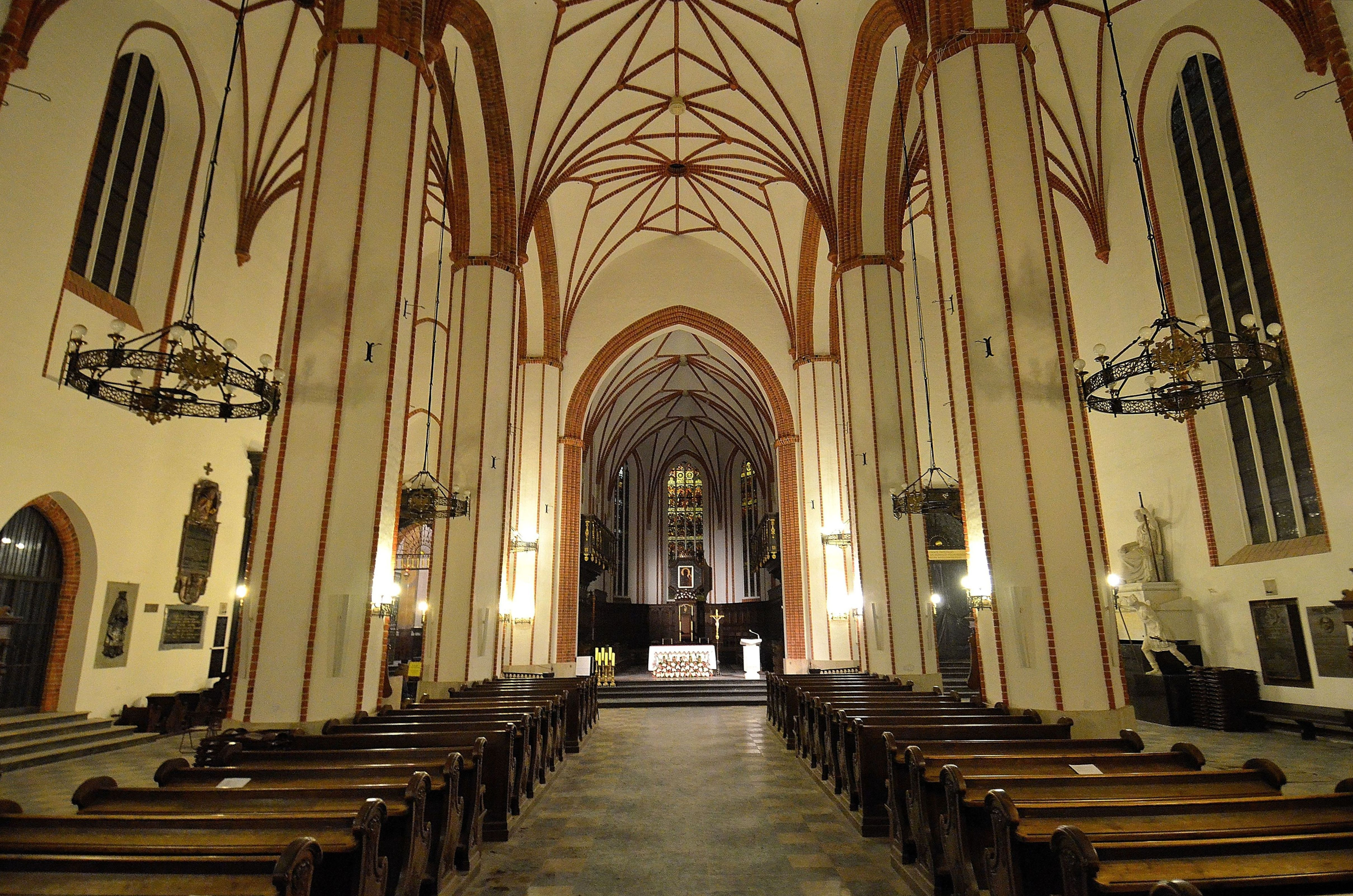
Nawa główna archikatedry

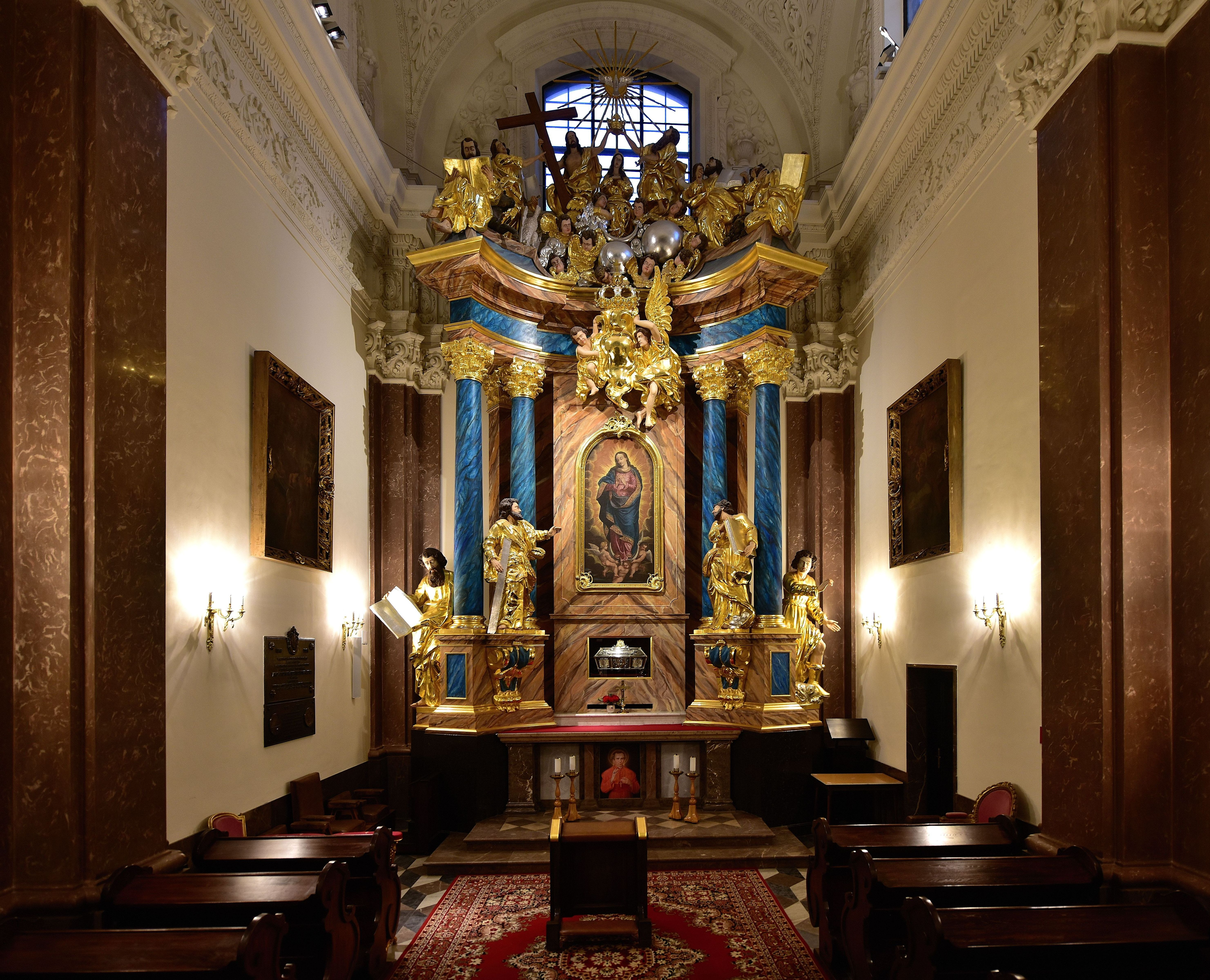
Kaplica Literacka z relikwiami metropolity warszawskiego św. Zygmunta Szczęsnego Felińskiego

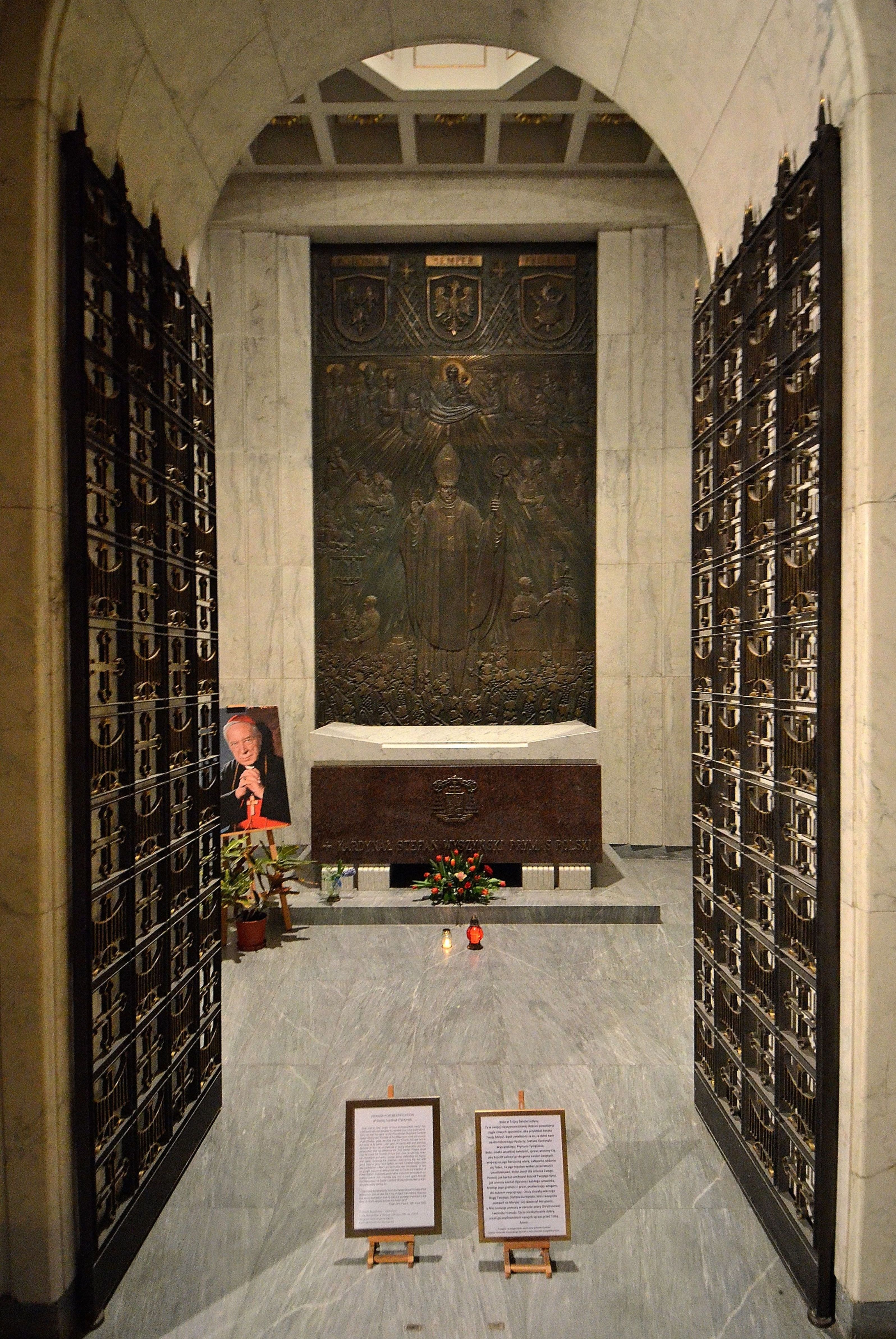
Kaplica-mauzoleum kardynała Stefana Wyszyńskiego

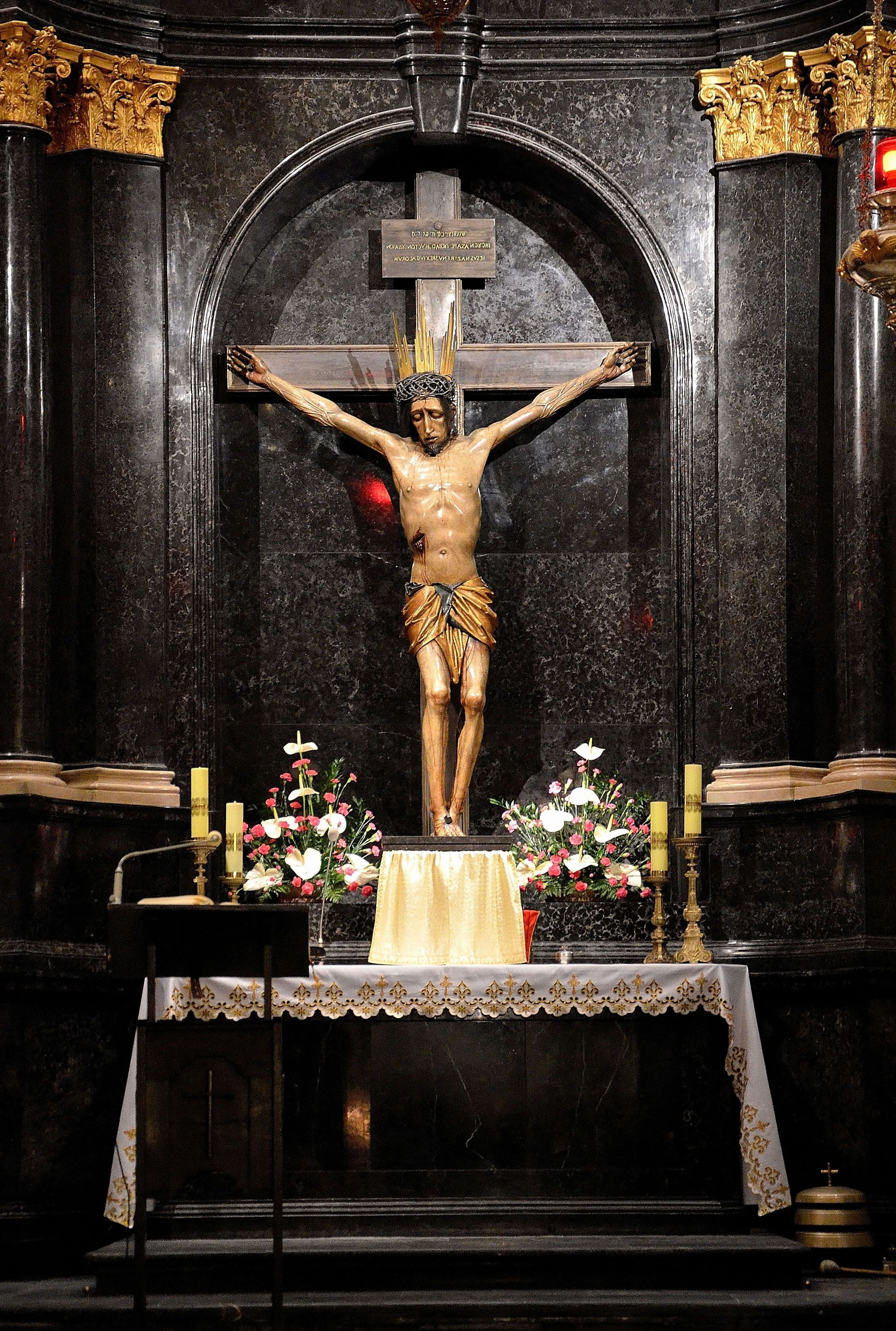
Krucyfiks w kaplicy Cudownego Pana Jezusa (Baryczków)

Bazylika archikatedralna św. Jana Chrzciciela – katedra archidiecezji warszawskiej znajdująca się na Starym Mieście w Warszawie, przy ul. Świętojańskiej 8.
Jest jedną z najstarszych świątyń Warszawy. Pierwotnie nosiła wezwanie Ścięcia św. Jana Chrzciciela, współcześnie Męczeństwa św. Jana Chrzciciela.
Stanowi jedno z najważniejszych miejsc kultury i tradycji narodowej Polski. W jej murach wygłaszał kazania ksiądz Piotr Skarga, Władysław IV Waza zaprzysiągł swoje pacta conventa, tu odbywały się śluby, koronacje dwóch władców Polski, pogrzeby wielu osobistości oraz została zaprzysiężona Konstytucja 3 maja.

## Historia
Świątynia została wzniesiona przy ulicy, a nie − jak w innych lokowanych w tamtym czasie polskich miastach − w narożniku rynku. Taka lokalizacja jest tłumaczona jej podwójną rolą – kościoła farnego dla miasta oraz kaplicy dla zamku.
Pierwszą świątynią w miejscu dzisiejszego prezbiterium była wybudowana na przełomie XIII i XIV wieku drewniana kaplica zamkowa. Kaplica ta w pocz. XIV wieku została kościołem parafialnym miasta (parafia została erygowana w 1313 lub 1315). Na placyku Kanonie za kościołem urządzono cmentarz. Z 1321 pochodzi wzmianka o Gunterze, plebanie (proboszczu) warszawskim, a w 1338 na drzwiach świątyni przybito pozew przeciwko Zakonowi Krzyżackiemu. Podczas procesu warszawskiego w 1339 w świątyni oraz w domu wójta na Rynku Starego Miasta zasiadał sąd.
Około 1390 z inicjatywy księcia Janusza I Starszego powstała gotycka budowla murowana. Kościół stał się także miejscem pochówku książąt mazowieckich.
W 1406 kościół farny stał się kolegiatą (kapituła na polecenie Janusza I Starszego przybyła z Czerska).
W 1428 Anna Holszańska ufundowała w niej pierwszą kaplicę pod wezwaniem Wniebowzięcia Matki Boskiej. W 1510 roku kolegiata otrzymała nowy gotycki ołtarz (zachowany do dzisiaj w Cegłowie). Jesienią 1602 roku na skutek huraganu zawaliła się potężna gotycka wieża zachodnia niszcząc częściowo wnętrze świątyni. Podczas odbudowy zmieniono fasadę kościoła budując nową wczesnobarokową. Wybudowano także dwa chóry w prezbiterium. Po 1611 roku kolegiata otrzymała nowy ołtarz barokowy.
W 1637 w świątyni odbyła się pierwsza koronacja – Cecylii Renaty.
Około 1650 roku po prawej stronie fasady wybudowano wysoką dzwonnicę. Po 1763 roku wybudowano zakrystię według proj. Jakuba Fontany. W 1798, po utworzeniu godności biskupa warszawskiego, bullą Piusa VI kolegiata otrzymała tytuł katedry. W 1818 stała się archikatedrą.
24 maja 1829 roku w świątyni odbyła się uroczysta msza po koronacji Mikołaja I Romanowa na króla polskiego (sam akt koronacji miał miejsce w Sali Senatorskiej na Zamku Królewskim).
Kościół do XIX wieku stanowił przykład gotyku. W latach 1837–1842 (według innego źródła 1836–1840) będąca w złym stanie technicznym świątynia została gruntowanie przebudowana z funduszy rządowych w stylu neogotyku angielskiego według projektu Adama Idźkowskiego. Powstała m.in. nowa fasada z wieżową częścią środkową, otynkowana, o bogatej dekoracji kamiennej. W latach 1901–1903 miała miejsce kolejna renowacja fasady według projektu Hugona Kudery.
W czasie stanu wojennego w Królestwie Polskim, 15 października 1861 roku wojska rosyjskie dowodzone przez wojskowego generał-gubernatora warszawskiego Aleksandra Daniłowicza Gerstenzweiga dokonały pacyfikacji ludności cywilnej zebranej tu dla uczczenia rocznicy śmierci Tadeusza Kościuszki. W wyniku tego Kościół katolicki ogłosił 16 października zamknięcie wszystkich kościołów warszawskich.
Świątynia została uszkodzona w czasie obrony Warszawy we wrześniu 1939 i niemal całkowicie zniszczona przez Niemców w 1944. Najlepiej zachowanymi fragmentami zrujnowanej katedry były kaplica Baryczków i prezbiterium.
Zrekonstruowano ją w latach 1948–1956 wzorując się na planach pierwotnego kościoła z XIV wieku, według projektu odbudowy autorstwa Jana Zachwatowicza oraz Marii i Kazimierza Piechotków. Fasada odbudowywanej świątyni została oparta na akwareli Zygmunta Vogla z początku XIX wieku ukazującej odsłoniętą z tynku gotycką fasadę katedry. Została zbudowana w tzw. gotyku nadwiślańskim i wzorowana była również na fasadzie kościoła dominikanów św. ap. Piotra i Pawła w Chełmnie i kościele św. Stanisława, św. Doroty i św. Wacława we Wrocławiu. Do 1952 funkcję prokatedry pełnił kościół Wniebowzięcia Najświętszej Maryi Panny i św. Józefa Oblubieńca (seminaryjny)
Uroczystej konsekracji odbudowanej katedry dokonał 9 czerwca 1960 prymas Stefan Wyszyński.
W 1960 kościół otrzymał tytuł bazyliki mniejszej. Od 1994 jest miejscem Międzynarodowego Festiwalu Muzyki Organowej „Organy Archikatedry”.
W latach 2012–2015 w katedrze przeprowadzono rozległe prace remontowe m.in. odnowiono ceglane elewacje i jego wnętrze z kaplicami oraz odrestaurowano portale, rzeźby, epitafia i organy. W podziemiach, po przebiciu przejść pomiędzy niektórymi kryptami, powstała specjalna trasa edukacyjna z elementami multimedialnymi.

## Wnętrze
Bazylika posiada surowe wnętrze ze sklepieniem gwiaździstym. W prezbiterium znajdują się ołtarz główny z obrazem MB Częstochowskiej oraz będące wotum Jana III Sobieskiego za zwycięstwo pod Wiedniem barokowe stalle z drewnianymi figurami świętych (spalonymi w czasie powstania warszawskiego, zrekonstruowanymi na podstawie projektu Marii Zachwatowicz i Józefa Zencikiewicza w latach 1963-1973) i wiszącymi nad nimi gankami dla orkiestry ozdobionymi rzeźbionymi herbami. Na uwagę zasługują m.in.:
- renesansowy nagrobek dwóch ostatnich książąt mazowieckich, Stanisława i Janusza III. Płytę nagrobną z czerwonego marmuru chęcińskiego wykonał w latach 1526–1528 najprawdopodobniej Bernardinus de Gianottis. Był to pierwszy renesansowy nagrobek na Mazowszu[25]
- Barokowa kaplica Cudownego Pana Jezusa (Baryczków) wzniesiona w latach 1708–1719 na miejscu dawnego skarbca kościelnego dla otoczonego kultem przez mieszkańców gotyckiego krucyfiksu z naturalnymi włosami z początku XVI wieku[26]. Według różnych źródeł został on przywieziony do Warszawy z Wrocławia  w 1520 lub Norymbergi w 1539 przez Jerzego Baryczkę[27]. Krucyfiks został uratowany przed zniszczeniem podczas powstania warszawskiego[28].

- Płyta z renesansowego nagrobka kanonika i proboszcza Stanisława Strzelicy (rekonstrukcja)
- Płyta nagrobka braci: biskupa kujawskiego Mikołaja Wolskiego i kasztelana sandomierskiego Stanisława Wolskiego (obudowa architektoniczna została zniszczona w 1944 roku)
- epitafium burgrabiego krakowskiego Adama Parzniewskiego z 1614 roku
- epitafium sekretarza i koniuszego królewskiego Wojciecha Baryczki z 1643 roku
- barokowa kaplica Literacka z relikwiami metropolity warszawskiego świętego Zygmunta Szczęsnego Felińskiego
- klasycystyczny pomnik Stanisława Małachowskiego, wykuty z białego marmuru, zaprojektowany przez Bertela Thorvaldsena i wykonany przez Cavaliere Massimiliano w Rzymie (złożony z kawałków po 1944 r.)
- mauzoleum prymasa Stefana Wyszyńskiego z 1990
- pomniki, popiersia i tablice ku czci znanych Polaków m.in. fragment pomnika Zygmunta Kazanowskiego, Aleksandra Kakowskiego, Józefa Piłsudskiego, Romana Dmowskiego, Wincentego Witosa, Stefana Starzyńskiego, Jana Pawła II, Orląt Lwowskich[29] i żołnierzy poległych w latach 1920, 1939 i 1944.
- Witraże w oknach prezbiterium ze scenami z życia św. Jana Jerozolimskiego (Chrzciciela), witraże w oknach nawy południowej zawierające postacie z historii Polski oraz w oknach ściany zachodniej ze scenami z księgi Genezis i księgi Apokalipsy św. Jana. Witraże projektował i wykonał Wacław Taranczewski.

### Dzwony
Wewnątrz dzwonnicy zawieszone są trzy dzwony, odlane w różnych latach i odlewniach.
| Imię                      | Ton      | Waga        | Rok odlania | Odlewnia                                     |
| ------------------------- | -------- | ----------- | ----------- | -------------------------------------------- |
| Stanisław                 | cis' (+) | ok. 900 kg  | 1926        | Warsztaty Rusznikarskie, Cytadela Warszawska |
| Prawdop. Maryja lub Jezus | f' (-)   | ok. 1000 kg | 1909        | Franz Schilling, Apolda                      |
| brak                      | cis'     | ok. 1800 kg | 1730        | Michael Wittwerck, Gdańsk                    |

## Pochowani w katedrze
- król Stanisław August Poniatowski
- książę mazowiecki Janusz I Starszy
- książę Bolesław III Januszowic
- książę mazowiecki Stanisław
- książę mazowiecki Janusz III
- Izabella Wazówna, córka Władysława IV Wazy[31]
- prezydent Gabriel Narutowicz
- prezydent Ignacy Mościcki
- premier Ignacy Jan Paderewski
- wódz naczelny gen. Kazimierz Sosnkowski
- arcybiskupi warszawscy
  - Szczepan Hołowczyc, prymas Królestwa Polskiego
  - Wojciech Skarszewski, prymas Królestwa Polskiego
  - Antoni Melchior Fijałkowski
  - św. Zygmunt Szczęsny Feliński
  - Wincenty Teofil Popiel
  - kard. August Hlond, prymas Polski
  - bł. kard. Stefan Wyszyński, prymas Polski
  - kard. Józef Glemp, prymas Polski
- biskup Stanisław Jan Witwicki
- marszałek nadworny koronny Adam Kazanowski
- pisarz Henryk Sienkiewicz
- malarz Marcello Bacciarelli i jego żona Fryderyka
- Adam Parzniewski, marszałek dworu Anny Wazówny
- Remigian Zaleski, kasztelan łęczycki

## Śluby królewskie w katedrze
- 12 września 1637 – Władysław IV Waza i Cecylia Renata
- 10 marca 1646 – Władysław IV Waza i Ludwika Maria Gonzaga
- 30 maja 1649 – Jan Kazimierz i Ludwika Maria Gonzaga
- 5 lipca 1665 – Jan III Sobieski i Maria Kazimiera d’Arquien

## Koronacje w katedrze
- 13 września 1637 – Cecylia Renata (żona Władysława IV Wazy)
- 19 października 1670 – Eleonora Habsburg (żona Michała Korybuta Wiśniowieckiego)
- 4 października 1705 – Stanisław Leszczyński i Katarzyna Opalińska
- 25 listopada 1764 – Stanisław August Poniatowski

## Papieże w katedrze
- 28 października 1919 odbyła się tutaj uroczystość przyjęcia sakry biskupiej przez Achillego Rattiego, późniejszego papieża Piusa XI (1922–1939). Święcenia przyjął z rąk kardynała Aleksandra Kakowskiego, metropolity warszawskiego. Nuncjusz Ratti niejednokrotnie uczestniczył lub sam celebrował msze św. w tej świątyni.
- Warszawska archikatedra była pięciokrotnie odwiedzana przez papieża Jana Pawła II (1979, 1983, 1987, 1991, 1999) w czasie jego pontyfikatu oraz wielokrotnie wcześniej, gdy był biskupem i arcybiskupem.
- 25 maja 2006 roku wizytę w archikatedrze złożył papież Benedykt XVI, odbyło się wówczas spotkanie z klerem archidiecezji warszawskiej. Benedykt XVI jako Joseph Ratzinger był też obecny w tym miejscu w 1981, podczas pogrzebu metropolity warszawskiego, prymasa Stefana Wyszyńskiego.

## Pozostałe informacje
- W południową ścianę katedry jest wmurowana pamiątka z powstania warszawskiego: fragment gąsienicy wraz z tabliczką pamiątkową z błędnym napisem „Gąsienica niemieckiego czołgu - miny „Goliat”, który podczas powstania warszawskiego w 1944 r. zburzył część murów Katedry”. Tak naprawdę znajdujący się tam fragment gąsienicy nie należał do miny Goliath, ale prawdopodobnie do cięższego pojazdu typu Borgward IV[32]. Eksplozja jednego z takich pojazdów na pobliskiej ulicy Kilińskiego doprowadziła 13 sierpnia 1944 do śmierci kilkuset powstańców i cywilów.
- Wzór dla trójkątnego gotyckiego szczytu sterczynowego katedry stanowił kościół św. Doroty we Wrocławiu[33].
- Od około 1951 roku do około roku 1971 dach katedry był pokryty czerwoną dachówką klasztorną, którą, mimo protestów prof. Zachwatowicza, wymieniono na dach miedziany.
- W krypcie książęcej w podziemiach znajduje się XIV-wieczna mensa gotycka ołtarza głównego świątyni odnaleziona podczas prac konserwatorskich[34].

## Galeria

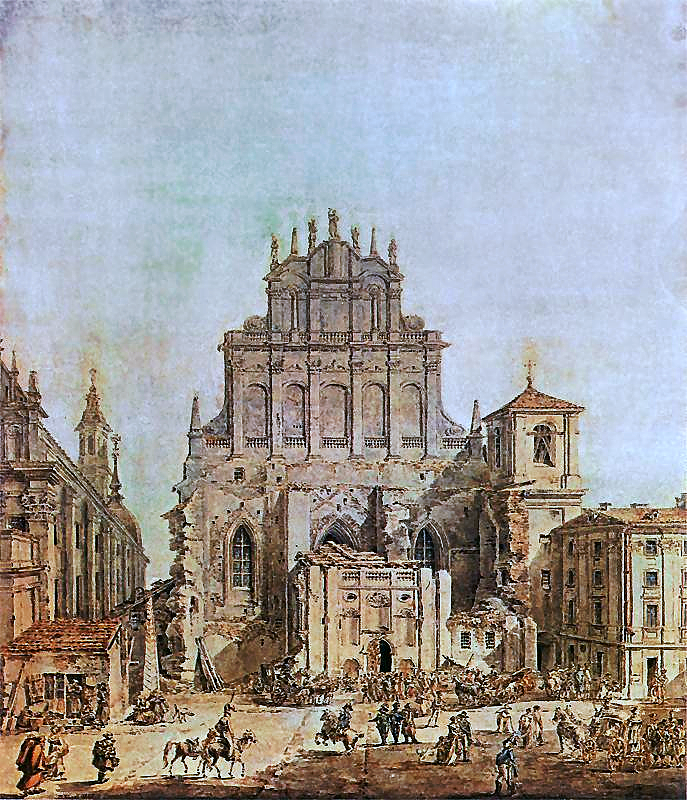
Kościół katedralny św. Jana w Warszawie, akwarela Zygmunta Vogla z 1825 roku
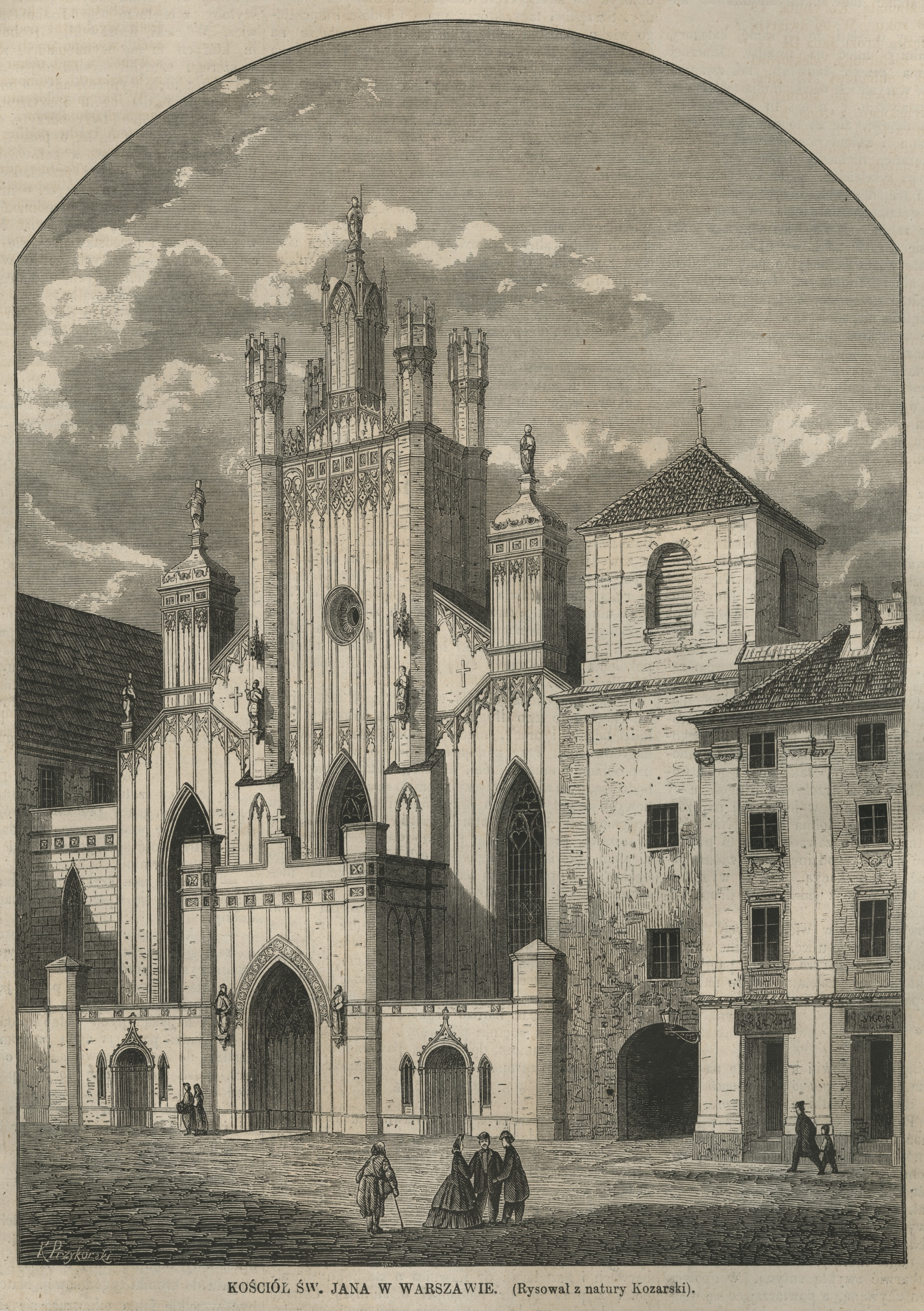
Katedra w 1865. Drzeworyt z „Tygodnika Ilustrowanego”
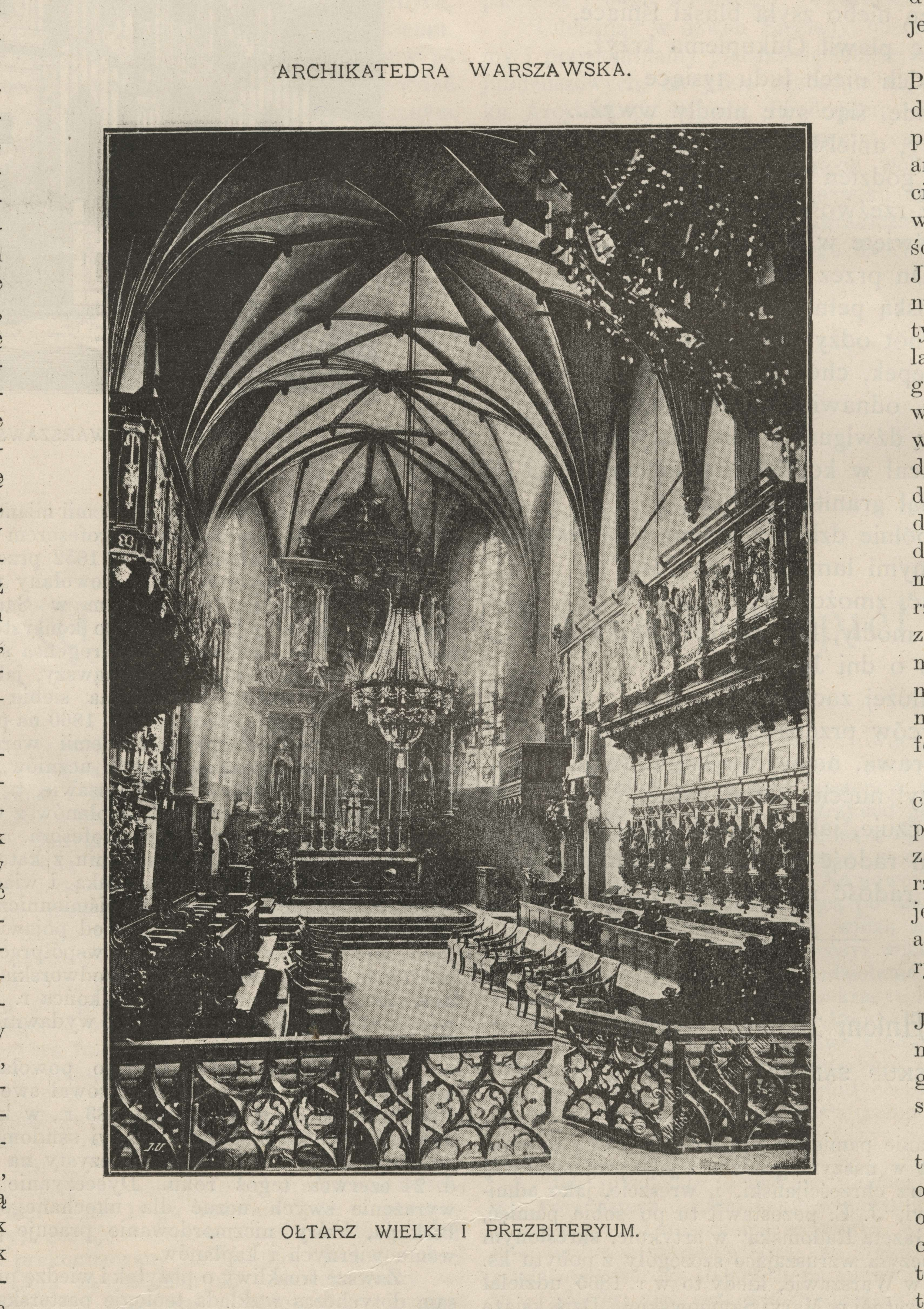
Ołtarz i prezbiterium w 1899 roku
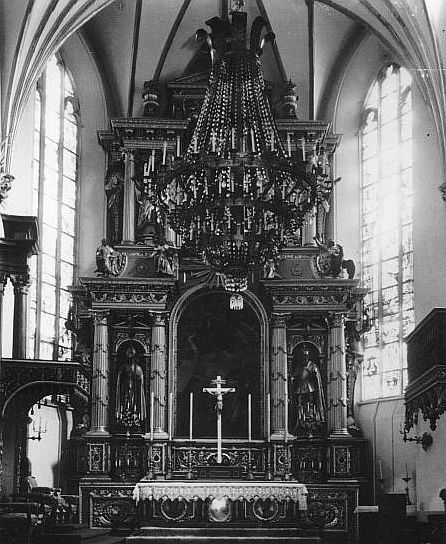
Ołtarz z 1611 fundacji króla Zygmunta III Wazy, zniszczony w 1944
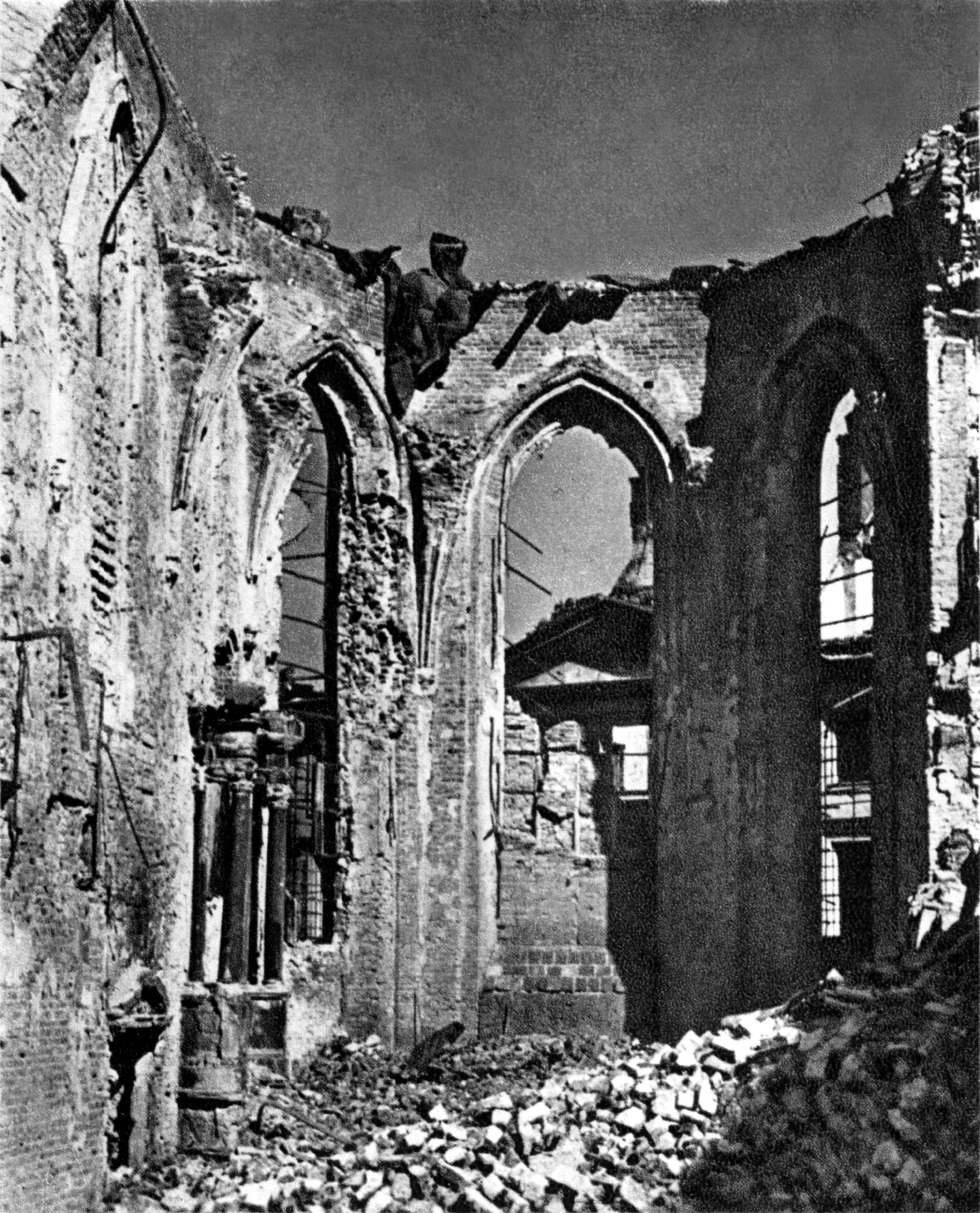
Ruiny prezbiterium (1945)
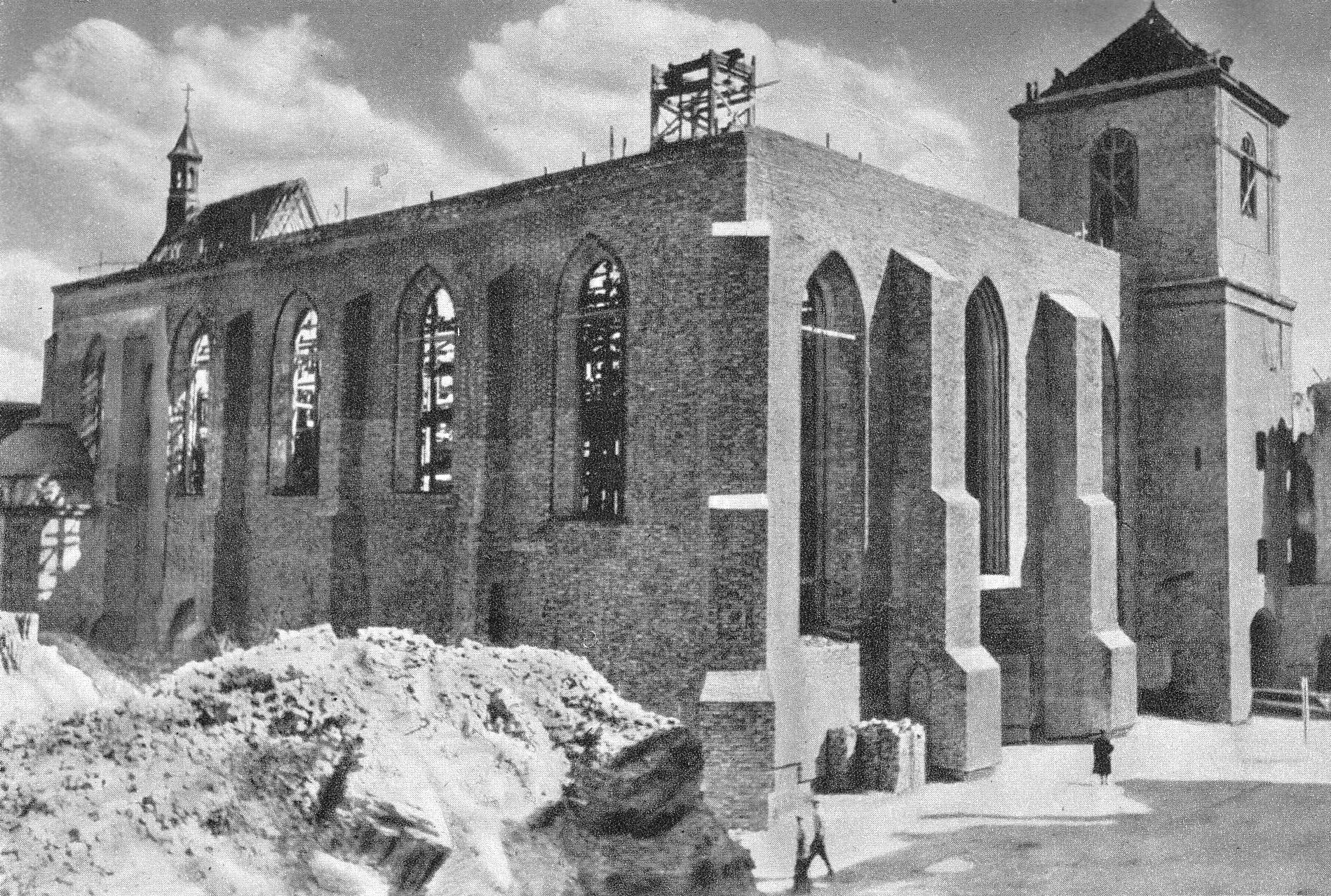
Odbudowa świątyni, ok. 1950
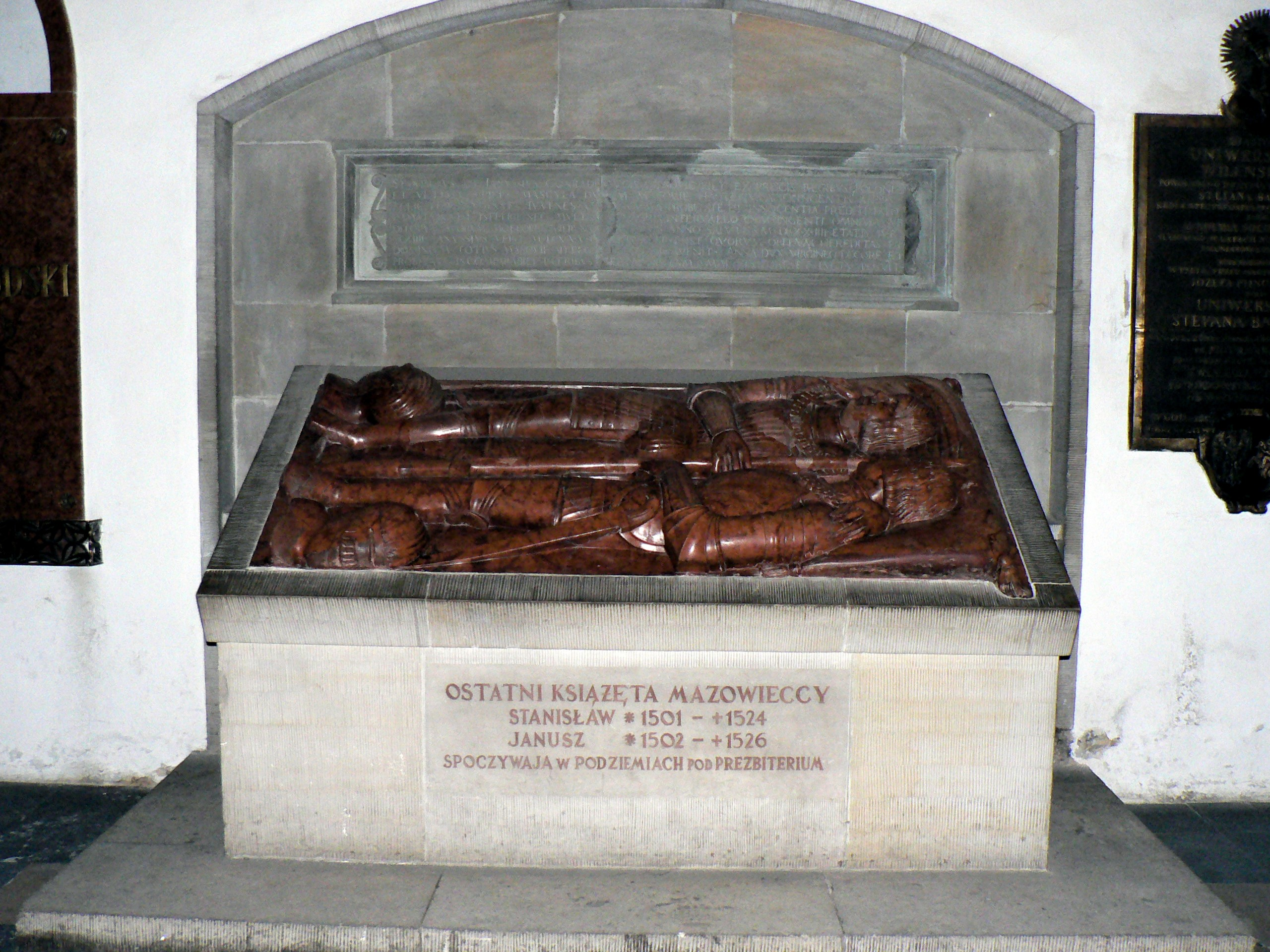
Płyta nagrobna ostatnich książąt mazowieckich Stanisława i Janusza III
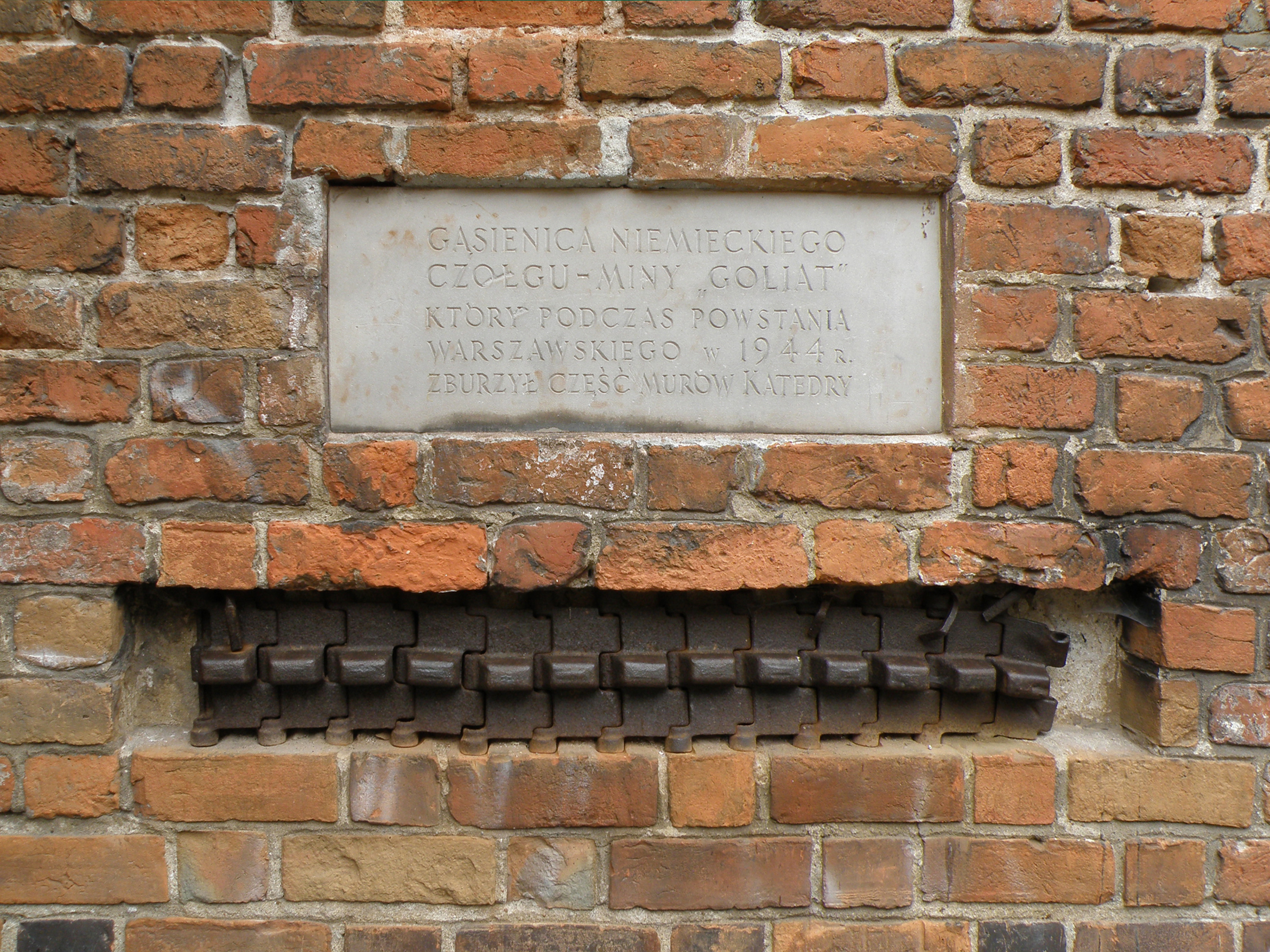
Tablica pamiątkowa wraz z fragmentem gąsienicy czołgu Borgward IV
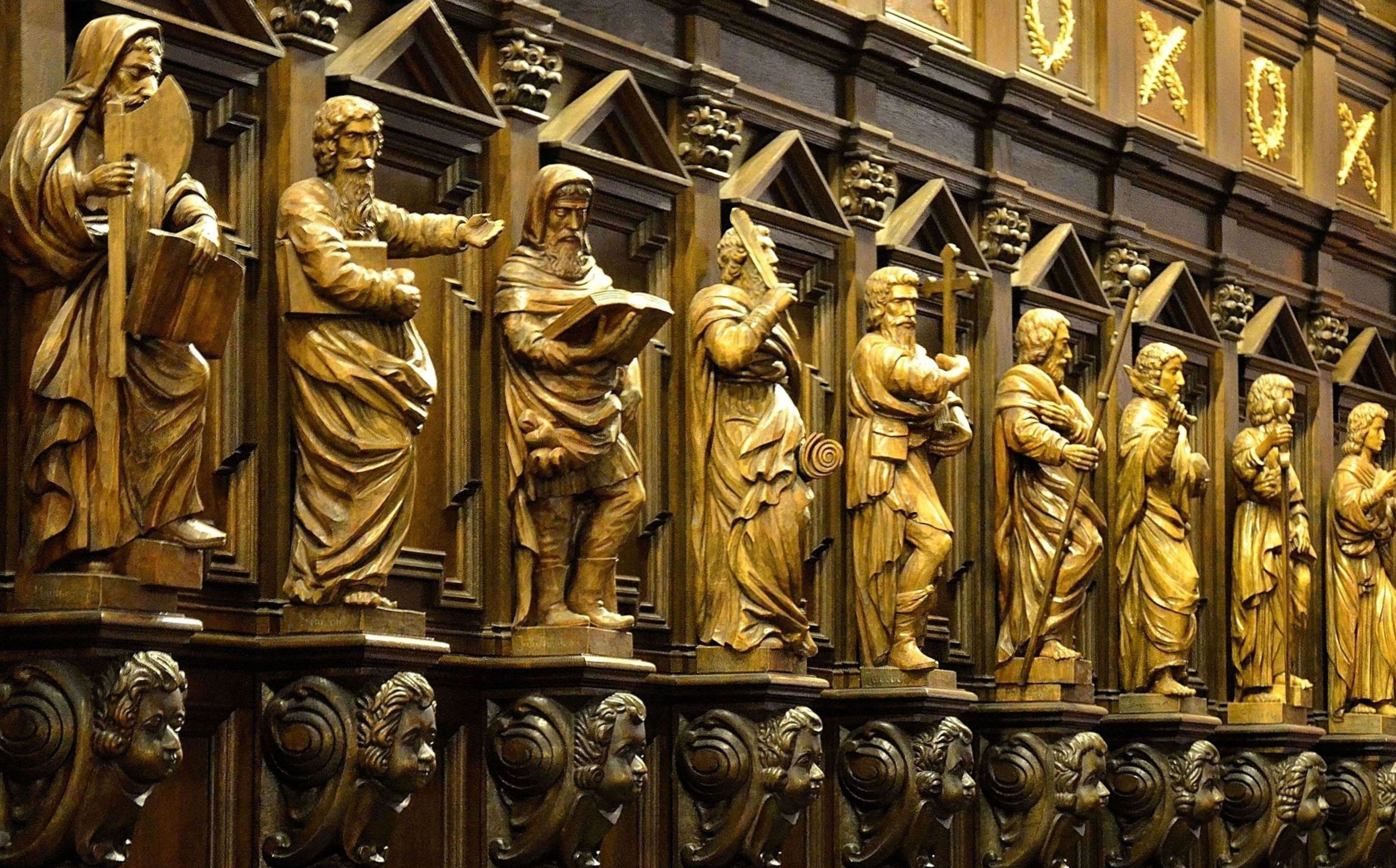
Figury świętych w stallach kanonickich
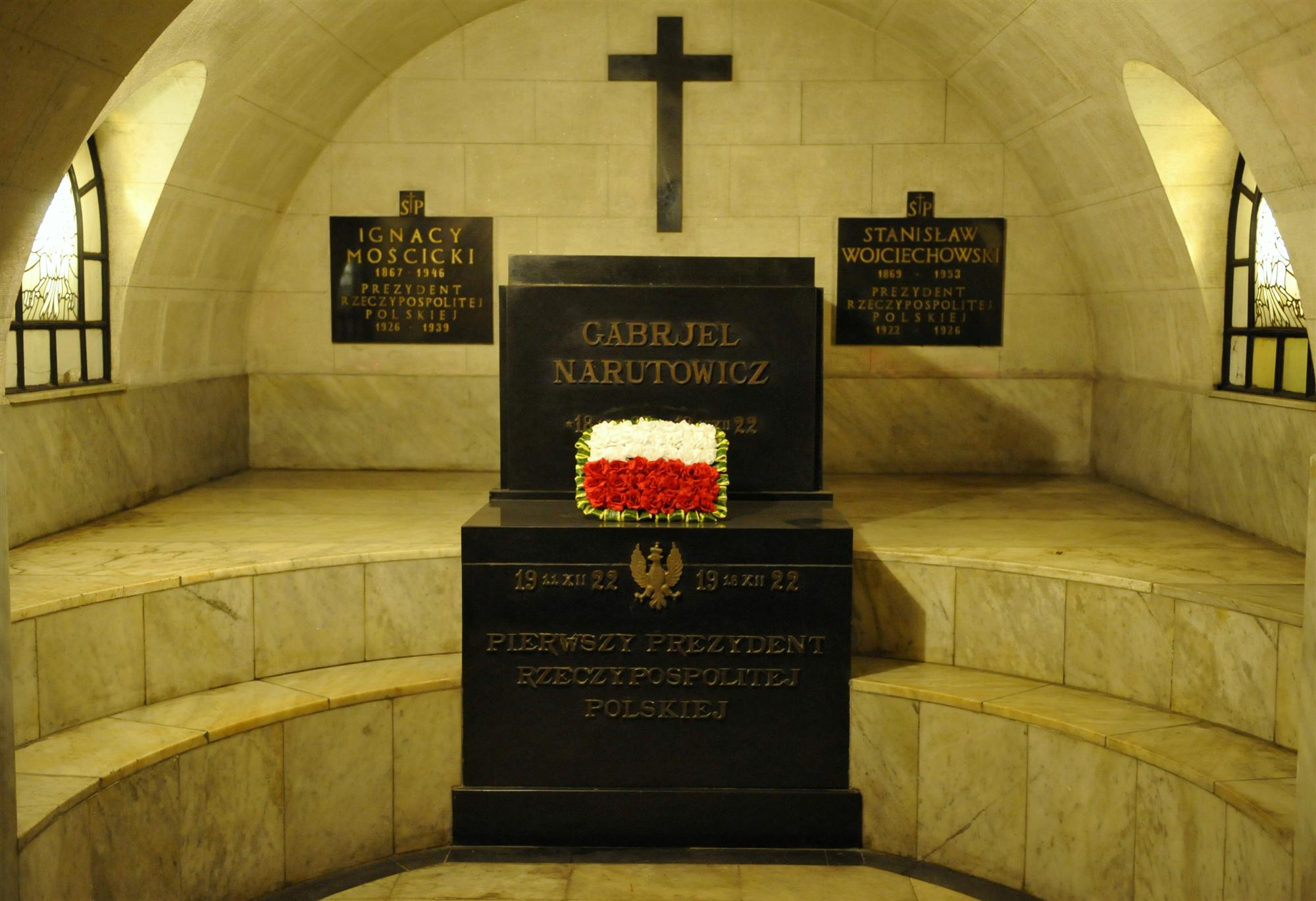
Krypta Gabriela Narutowicza
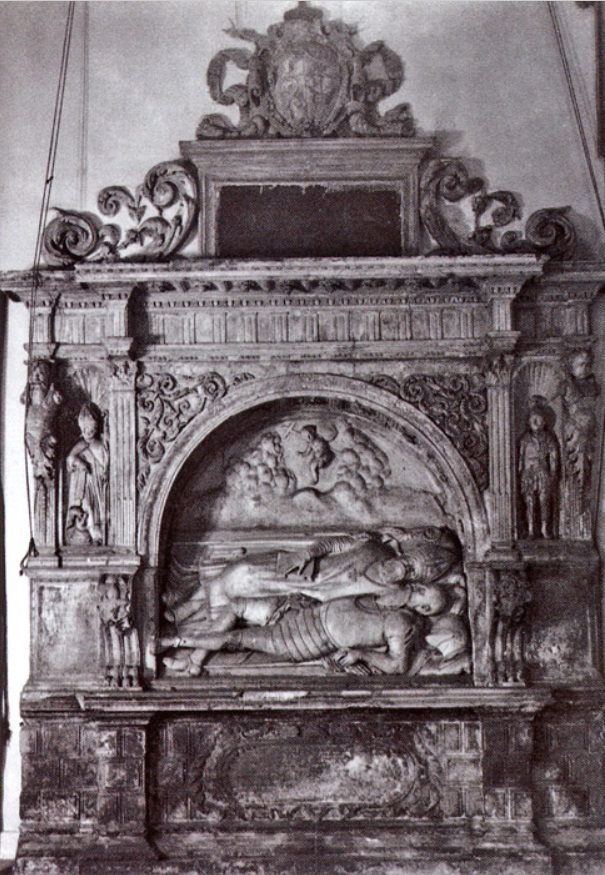
Renesansowy nagrobek braci: biskupa Mikołaja Wolskiego i kasztelana Stanisława Wolskiego. Zniszczony w 1944 roku (odtworzono jedynie płytę).
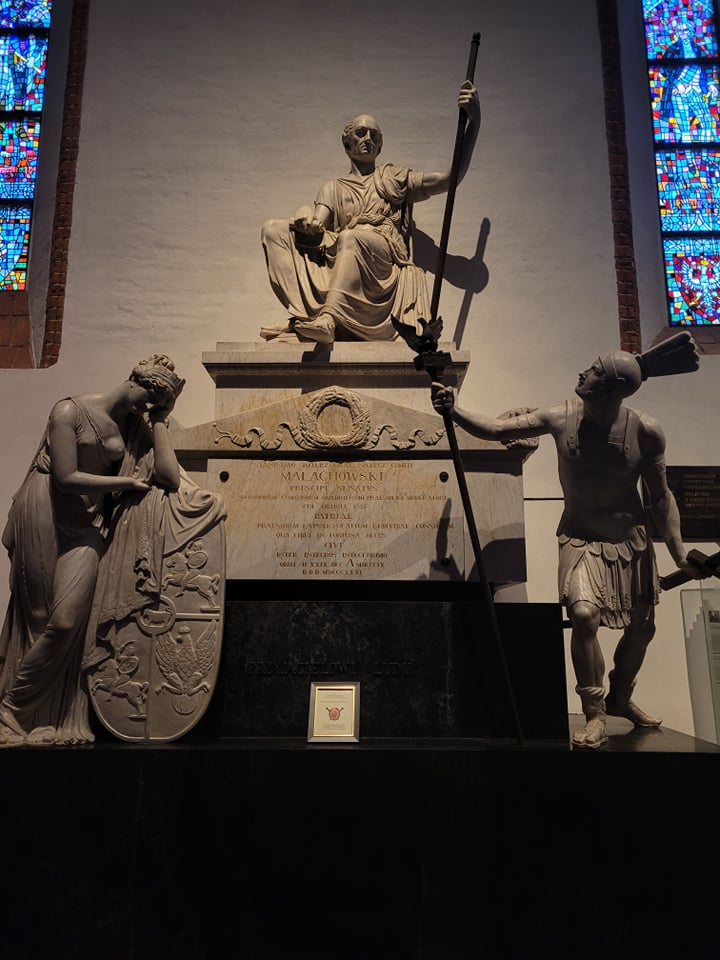
Pomnik Stanisława Małachowskiego autorstwa Henryka Marconiego